# NGC 3988
NGC 3988 este o galaxie eliptică situată în constelația Leul. A fost descoperită în 13 aprilie 1831 de către John Herschel.